# Hegyi motmot
A hegyi motmot (Momotus aequatorialis) a madarak osztályának verébalakúak (Passeriformes) rendjébe és a motmotfélék (Momotidae) családjába tartozó faj.

## Rendszerezése
A fajt John Gould angol ornitológus írta le 1858-ban.

## Alfajai
- Momotus aequatorialis aequatorialis Gould, 1858
- Momotus aequatorialis chlorolaemus Berlepsch & Stolzmann, 1902[2]

## Előfordulása
Az Andokban, Bolívia, Ecuador, Kolumbia és Peru területén honos. Természetes élőhelyei a szubtrópusi és trópusi síkvidéki és hegyi esőerdők, valamint legelők, ültetvények és vidéki kertek. Állandó, nem vonuló faj.

## Megjelenése
Testhossza 48 centiméter, testsúlya 123–176 gramm.
|  |

## Életmódja
Főleg nagyobb rovarokkal táplálkozik.

## Természetvédelmi helyzete
Az elterjedési területe nagyon nagy, egyedszáma viszont csökken, de még nem éri el a kritikus szintet. A Természetvédelmi Világszövetség Vörös listáján nem fenyegetett fajként szerepel.